# Edição jornalística
Edição jornalística, em rádio ou jornalismo, em geral, significa montar uma reportagem após seleccionar, hierarquizar e emendar trechos de gravação.
Maria Elisa Porchat define o editor como um artesão que deve "limpar" o texto jornalístico, eliminando o que for desnecessário ao entendimento, e "dar brilho", redigindo um bom texto, nítido, coerente e interessante.